# Зомбровець
Зомбровець (пол. Ząbrowiec, нім. Sommerfeld) — село в Польщі, у гміні Ґодково Ельблонзького повіту Вармінсько-Мазурського воєводства.
Населення — 203 особи (2011).
У 1975-1998 роках село належало до Ельблонзького воєводства.

## Демографія
Демографічна структура станом на 31 березня 2011 року:
|          | Загалом | Допрацездатний вік | Працездатний вік | Постпрацездатний вік |
| -------- | ------- | ------------------ | ---------------- | -------------------- |
| Чоловіки | 101     | 16                 | 71               | 14                   |
| Жінки    | 102     | 22                 | 49               | 31                   |
| Разом    | 203     | 38                 | 120              | 45                   |